# Historia Poznania 966–1034

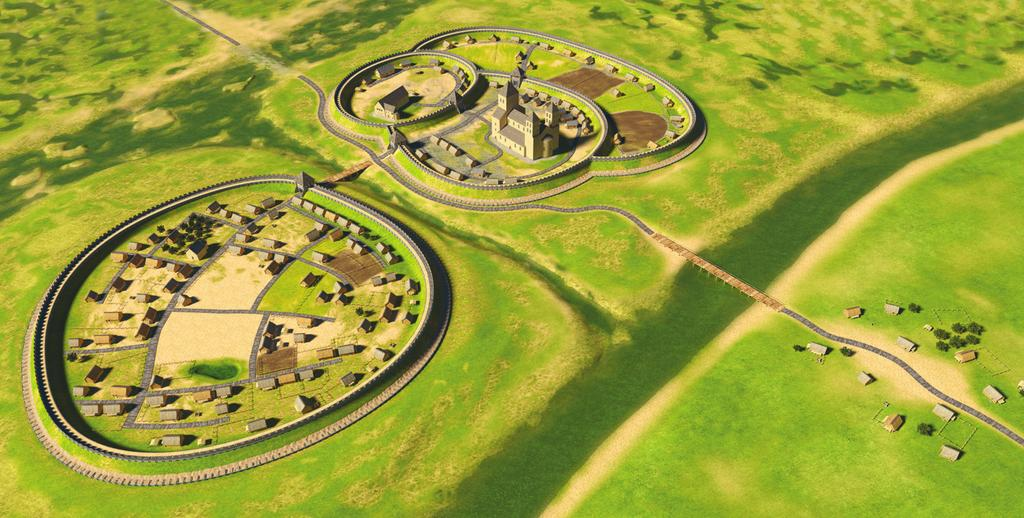
Wizualizacja Poznania pod koniec X wieku

Historia Poznania (966–1034) – w 966 roku, wraz z chrztem Mieszka I, rozpoczyna się pisana historia Polski. Poznań jest jednym z miejsc, które należy brać pod uwagę jako miejsce tego wydarzenia. 
Po połowie X wieku (szósta/siódma dekada X w.) nastąpiła całkowita przebudowa grodu na Ostrowie Tumskim. Wówczas to wzniesiono dwuczłonowy gród oraz najprawdopodobniej częściowo otwarte obwałowania w południowej części Ostrowa. Rozbudowa ta była związana z równoczesnym wzniesieniem najstarszego budynku sakralnego. W ósmej i dziewiątej dekadzie X wieku dokonano rozbudowy grodu na północy przez dostawienie dodatkowego wału oraz poszerzono dotychczasowe wały od strony zewnętrznej w celu ich stabilizacji. Budynek baptyserium na Ostrowie Tumskim musiał powstać nie wcześniej niż w szóstej, a zapewne został wzniesiony w siódmej dekadzie X wieku. Ostatnie badania archeologiczne dowodzą istnienia w Poznaniu palatium, które jest największym znanym świeckim, murowanym budynkiem owych czasów w państwie Polan. Przy nim znajdowała się najprawdopodobniej rotunda, zwana kaplicą Dąbrówki. Dziś fundamenty obu tych budowli znajdują się pod Kościołem NMP. W 968 roku Polska otrzymała również biskupa misyjnego. Był nim Jordan, który przybył do kraju Mieszka I wraz z orszakiem Dobrawy. Jako biskup misyjny nie miał formalnie swojej stolicy, jednak w rzeczywistości musiał posiadać swój kościół katedralny i siedzibę. Tytuł biskupa misyjnego sprawiał, że Jordan i jego bezpośredni następcy nie podlegali władzy żadnego z metropolitów, lecz bezpośrednio papieżowi. Badania archeologiczne oraz przekaz Thietmara wskazują, że ową siedzibą stał się Poznań, a głównym kościołem w państwie stała się katedra św. Piotra na Ostrowie Tumskim. O wysokiej pozycji poznańskiego biskupstwa najlepiej świadczy utrzymanie przez pewien czas niezależności tego ośrodka władzy kościelnej, pomimo ustanowienia w 1000 roku metropolii w Gnieźnie. W poznańskiej katedrze pochowano również pierwszego historycznego władcę Mieszka I. Siła ośrodka była tak duża, że po śmierci Bolesława Chrobrego Mieszko II również złożył go w katedrze. Ostatnim z pochowanych tu władców był Przemysł II 1296 roku.
Poznań podawany też jest jako miejsce spotkania orszaku Ottona III zmierzającego do grobu św. Wojciecha z dworem księcia Bolesława, a także jego pożegnania. Dobre stosunki z Cesarstwem skończyły się jednak wraz ze śmiercią Ottona. W 1005 roku gród odparł oblężenie króla niemieckiego Henryka II. Z tego też roku pochodzi pierwsza historyczna wzmianka, jako o grodzie, w kronice Thietmara. Okres świetności kończy się ze śmiercią księcia Mieszka II w 1034 roku.